# Ermita de San Pedro de Sahelices
La ermita de San Pedro de Sahelices fue un templo católico mozárabe ubicado en el municipio español de Ossa de Montiel, en la provincia de Albacete.

## Descripción

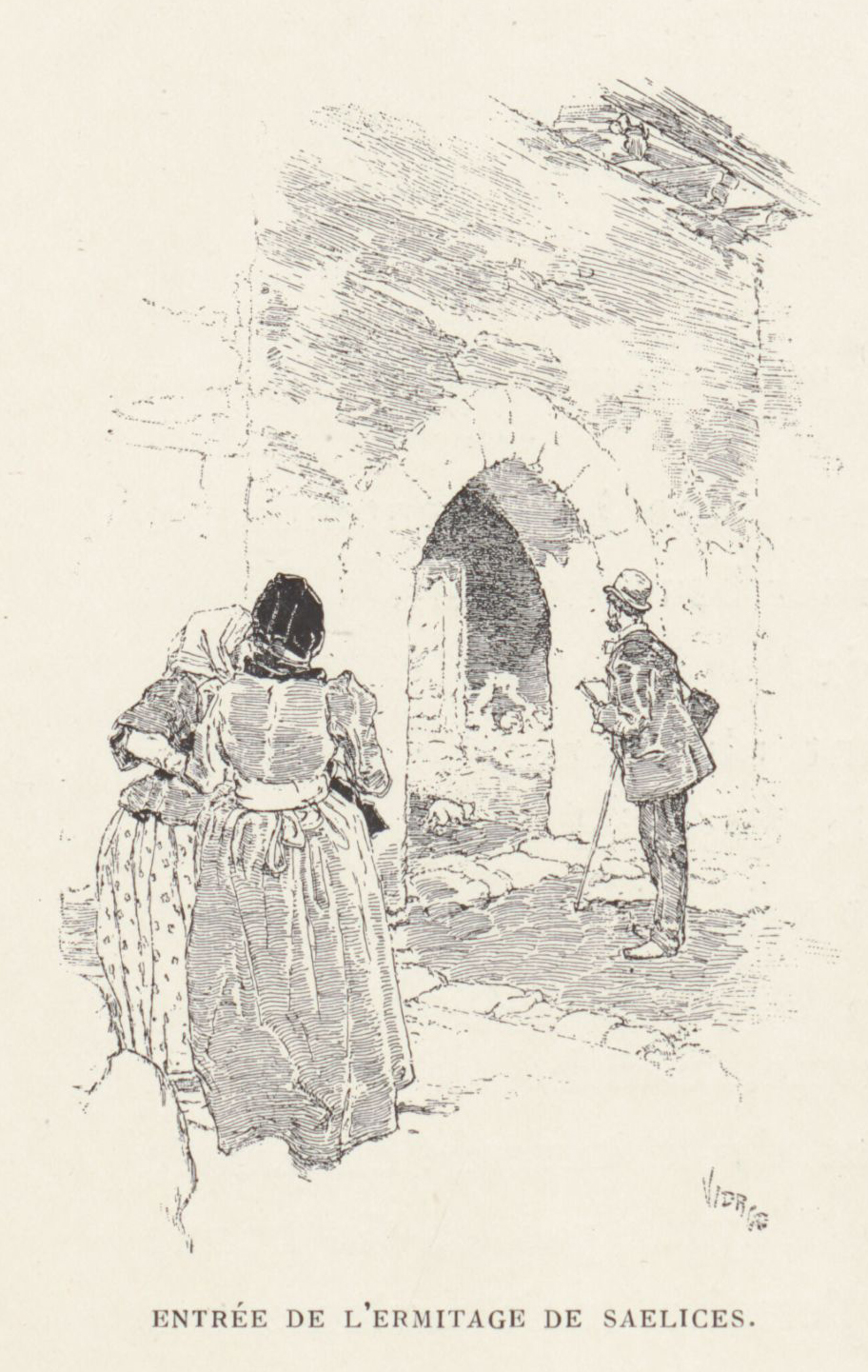
Entrada de la ermita

Se ubicaba en el término municipal albaceteño de Ossa de Montiel, en la actual comunidad autónoma de Castilla-La Mancha.
Quedó reproducida en la obra de Auguste F. Jaccaci Au pays de Don Quichotte (1901), en dibujos de Daniel Urrabieta Vierge, libro en el que se la cita como «ermitage de Saelices». Dañada durante la guerra civil, terminó de demolerse en 1943. Se alude a ella en la segunda parte de Don Quijote de la Mancha, en el capítulo xxiv.

—No lejos de aquí –respondió el primo– está una ermita, donde hace su habitación un ermitaño, que dicen ha sido soldado, y está en opinión de ser un buen cristiano, y muy discreto y caritativo además. Junto con la ermita tiene una pequeña casa, que él ha labrado a su costa; pero, con todo, aunque chica, es capaz de recibir huéspedes.

(...)
Hízose así, subieron a caballo, y siguieron todos tres el derecho camino de la venta, a la cual llegaron un poco antes de anochecer. Dijo el primo a don Quijote que llegasen a ella a beber un trago. Apenas oyó esto Sancho Panza, cuando encaminó el rucio a la ermita, y lo mismo hicieron don Quijote y el primo; pero la mala suerte de Sancho parece que ordenó que el ermitaño no estuviese en casa; que así se lo dijo una sotaermitaño que en la ermita hallaron. Pidiéronle de lo caro; respondió que su señor no lo tenía, pero que si querían agua barata, que se la daría de muy buena gana.

—Si yo la tuviera de agua –respondió Sancho–, pozos hay en el camino, donde la hubiera satisfecho. ¡Ah bodas de Camacho y abundancia de la casa de don Diego, y cuántas veces os tengo de echar menos!
Don Quijote de la Mancha, segunda parte, capítulo XXIV.

Sobre sus restos se erigió un nuevo inmueble, conocido como ermita de San Pedro de Verona.